# 宫错姜漂
宫错姜漂（[kʊ́ɴ sʰɔ̀ tɕáʊɴ bjù]），旧译混修恭驃，是緬甸蒲甘王朝的君主，1001年至1021年在位。混修恭驃推翻前任國王「黃瓜王」良吳蘇羅漢後即位為王。多年後，良吳蘇羅漢的兩個兒子基梭、叟格德以新寺廟建成為藉口，邀請宫错姜漂來行香，在寺中基梭與須迦帝逼迫他出家，此後宫错姜漂與妻兒就居住在寺中，基梭即位為王。宫错姜漂生有一子阿奴律陀。
出家後的宫错姜漂在寺廟生活了20多年。1044年，繼基梭之後為王的叟格德強娶了宫错姜漂的王后、阿奴律陀的母后。被激怒的阿奴律陀與叟格德決鬥並擊殺了他。阿奴律陀希望他父親還俗為王，但宫错姜漂拒絕了。阿奴律陀即位，四年後宫错姜漂去世。死後成為緬甸神靈帝驃僧。